# Ticvaniu Mare
Ticvaniu Mare is een Roemeense gemeente in het district Caraș-Severin.
Ticvaniu Mare telt 2002 inwoners.